# Don't Forget
Albums de Demi Lovato
Here We Go Again
Singles
Don't Forget est le premier album de la chanteuse et actrice américaine Demi Lovato sorti le 23 septembre 2008. Demi Lovato a coécrit la majorité des chansons de l'album avec le groupe des Jonas Brothers, et a coproduit des titres avec John Fields (en). Des compositeurs tels que Kara DioGuardi, Jason Reeves (en) et Robert Carmine ont participé à la production de cet album. Au niveau de la musique, Don't Forget a des sonorités pop rock et power pop, avec un peu de teen pop qui n'envoie qu'un seul message : rester soi-même.
L'album a reçu beaucoup de critiques positives pour son mélange de pop et de rock, ainsi que la forte présence de gaieté dans les mélodies. Don't Forget est arrivé à la deuxième place du Top Billboard 200 en se vendant à plus de 89 000 copies dès la première semaine. En février 2010, l'album s'est écoulé à plus de 500 000 copies et est certifié Disque d'or par la RIAA. Trois singles sont sortis pour cet opus : Get Back, La La Land et Don't Forget. L'album a été vendu à plus d'un million et demi d'exemplaires.

## Développement
Pendant l'été 2007, Demi Lovato auditionné pour le téléfilm Disney Channel Camp Rock pour jouer Mitchie Torres, ainsi que pour jouer le rôle de Sonny Munroe dans la série télévisée de la même chaîne Sonny le même jour et obtient les deux rôles. Pour Camp Rock, elle a dû faire une vidéo dans laquelle elle chante Ain't No Other Man de Christina Aguilera, le vice-président de Hollywood Records, Bob Cavallo a déclaré que leurs « mâchoires sont tombées », elle a donc aussi signé un contrat avec le label Hollywood Records  début 2008 à seulement 15 ans. Demi Lovato demande aux Jonas Brothers de l'aider à faire ce premier opus, ce qu'ils acceptent. Avec cet album, elle voulait s'imposer en tant qu'artiste, et ne pas être considérée seulement comme « la fille de Camp Rock ».

## Production
En septembre 2007, Lovato commence à écrire des chansons avec les Jonas Brothers lors du tournage de Camp Rock, ainsi que dix chansons lors de leur tournée "Look Me in the Eyes Tour" début 2008. Avant le début de leur tournée européenne, ils sont allés en studio afin de co-produire les chansons avec John Fields. Nick Jonas a parlé de cette expérience: "Travailler avec Demi est incroyable. C'est une actrice magnifique et une superbe chanteuse. On était vraiment connectés. On savait qu'elle allait réussir à faire un album." L'album a été enregistré en dix jours et demi.
L'inspiration du single phare "Get Back", une chanson co-écrite avec les Jonas Brothers, n'est pas une idée de Demi Lovato, car elle trouve qu'il y a assez de chansons de rupture dans l'album. À la place, elle préfère écrire une chanson qui parle de l'envie de se remettre avec son ancien petit ami : « C'est plutôt amusant en fait, très drôle pour la personne à qui je l'ai écrite ». "La La Land" est écrite par Lovato et les Jonas Brothers et parle de la pression de la célébrité: « Quand vous allez à Hollywood, il y a des personnes qui essayeront de vous manipuler ou de vous transformer en quelqu'un d'autre. La chanson parle juste du fait qu'il faut rester soi-même et réel » . Elle a dédié "Two Worlds Collide" à sa meilleure amie Selena Gomez, le titre apparaît dans le générique de fin du film où elles figurent, Princess Protection Program sorti en 2009.

## Promotion

### Singles
- Get Back est sorti le 28 août 2008 comme étant le single phare de Don't Forget, et est sorti au digital. Ce single a reçu des critiques positives qui avait été comparé à Tommy Tutone et Greg Kihn. Get Back a connu un succès au niveau des charts en arrivant à la 43e place aux États-Unis et la 93e place au Canada. Le clip vidéo a été filmé par le réalisateur Philipp Andelman et montre Demi et son groupe en pleine performance à Manhattan (New York).Demi Lovato en compagnie du groupe qui l'a aidé pour cet opus : les Jonas Brothers en 2010.

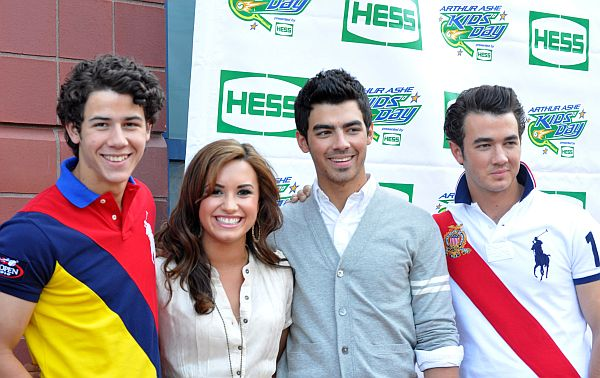
Demi Lovato en compagnie du groupe qui l'a aidé pour cet opus : les Jonas Brothers en 2010.

- La La Land est sorti le 18 décembre 2008 en tant que deuxième single de l'album, et comme étant le premier à sortir internationalement. La chanson a reçu des critiques positives et l'ont notée comme étant l'une des meilleures chansons de l'album. La La Land est arrivé dans le Top 40 en Europe. Le clip a été filmé par Brendan Malloy et Tim Wheeler et ont fait participer les acteurs de Sonny.
- Don't Forget est sorti le 20 mars 2009 et est le troisième et dernier single de l'album. Il a été très bien reçu par les critiques qui ont remarqué de la maturité dans cette chanson contrairement à beaucoup des autres morceaux de l'album qui étaient trop « Teen ». Don't Forget est devenu le single ayant le plus de succès au niveau des charts aux États-Unis en arrivant à la 41e place. Le clip vidéo a été réalisé par Robert Hales avec des scènes de Demi et de son groupe chantant sous la pluie.

## Réception critique
L'album a reçu des critiques positives, Nick Levine de Digital Spy a écrit : « Elle est certainement une chanteuse plus forte que les Jonas. En fait, ses performances vocales corsées sont toujours impressionnantes ».

## Performances commerciales
L'album a été placé en seconde place au Billboard 200 après s'être vendu à plus de 89 000 copies dès la première semaine après sa sortie. Il est resté dans ce classement durant 45 semaines, a été certifié disque d'or par la RIAA après s'être vendu à plus de 500 000 exemplaires aux États-Unis.

## Liste des pistes
| 1.  | La La Land                             | Demi Lovato, Nick Jonas, Joe Jonas, Kevin Jonas II | John Fields, Jonas Brothers | 3:16 |
| 2.  | Get Back                               | Lovato, N. Jonas, J. Jonas, K. Jonas               | Fields, Jonas Brothers      | 3:20 |
| 3.  | Trainwreck                             | Lovato                                             | Fields                      | 3:17 |
| 4.  | Party                                  | Lovato, Fields, Robert Schwartzman                 | Fieds                       | 3:53 |
| 5.  | On The Line (featuring Jonas Brothers) | Lovato, N. Jonas, J. Jonas, K. Jonas               | Fields, Jonas Brothers      | 3:26 |
| 6.  | Don't Forget                           | Lovato, N. Jonas, J. Jonas, K. Jonas               | Fields, Jonas Brothers      | 3:43 |
| 7.  | Gonna Get Caught                       | Lovato, N. Jonas, J. Jonas, K. Jonas               | Fields, Jonas Brothers      | 3:11 |
| 8.  | Two Worlds Collide                     | Lovato, N. Jonas, J. Jonas, K. Jonas               | Fields, Jonas Brothers      | 3:18 |
| 9.  | The Middle                             | Kara DioGuardi, Fields, Jason Reeves               | Fields                      | 3:05 |
| 10. | Until You're Mine                      | Adam Watts, Andy Dodd                              | Fields                      | 3:31 |
| 11. | Believe in Me                          | Lovato, Fields, DioGuardi                          | Fields                      | 3:42 |

| 12. | La La Land (Caramel Pod D Remix) |  |  | 7:11 |

| 13. | Back Around | Lovato, N. Jonas, J. Jonas, K. Jonas | Fields, Jonas Brothers | 3:10 |

| 14. | Behind Enemy Lines                           | Lovato, N. Jonas, J. Jonas, K. Jonas | Fields, Jonas Brothers | 2:50 |
| 15. | Lo Que Soy (version espagnole de This Is Me) | Watts, Dodd                          | Watts, Dodd            | 3:28 |

## Classement
| Chart (2008–09)                   | Peak position |
| --------------------------------- | ------------- |
| Canadian Albums Chart             | 9             |
| Irlande Classement album          | 84            |
| Italie Classement album           | 77            |
| Japon Classement album            | 116           |
| Mexique Classement album          | 62            |
| Nouvelle-Zélande Classement album | 34            |
| PolinésieClassement album         | 43            |
| Espagne Classement album          | 13            |
| UK Classement album               | 192           |
| US Billboard 200                  | 2             |

| Chart (2009)     | Position |
| ---------------- | -------- |
| US Billboard 200 | 133      |

## Certification
| Pays              | Certification | Ventes    |
| ----------------- | ------------- | --------- |
| États-Unis (RIAA) | Platine       | 500 000 + |
| Brésil (ABPD)     | Or            | 30 000 +  |

## Historique de sortie
| Région      | Date              | Format               | Label                 | Édition  |
| ----------- | ----------------- | -------------------- | --------------------- | -------- |
| États-Unis  | 23 septembre 2008 | CD, digital download | Hollywood Records     | Standard |
| Canada      | 23 septembre 2008 | CD, digital download | Hollywood Records     | Standard |
| Japon       | 18 février 2009   | CD                   | Avex Entertainment    | Standard |
| États-Unis  | 31 mars 2009      | CD                   | Hollywood Records     | Deluxe   |
| Canada      | 31 mars 2009      | CD                   | Hollywood Records     | Deluxe   |
| Royaume-Uni | 16 avril 2009     | Digital download     | Universal Music Group | Standard |
| Australie   | 19 avril 2009     | Digital download     | Hollywood Records     | Standard |
| Royaume-Uni | 20 avril 2009     | CD                   | Polydor Records       | Standard |